# チリビケテ国立公園
チリビケテ国立公園（チリビケテこくりつこうえん、スペイン語: Parque nacional natural Sierra de Chiribiquete）は、コロンビアのカケタ県およびグアビアーレ県のチリビケテ山脈にある国立公園である。面積は43,000平方キロメートル。コロンビア国内で最大の国立公園かつ世界最大の熱帯雨林国立公園である。1989年9月21日に制定され、2018年に世界複合遺産に指定された。
一帯の典型的な特徴は多くのテーブルマウンテン（テプイ）である。アマゾン熱帯雨林、アンデス山脈、オリノコ川、ギアナ高地の4つのエコリージョンの接する地域に位置するため、維管束植物、哺乳類、爬虫類、両生類、鳥類、魚類およびチョウ類の生物多様性が高く、固有種も多い。公園にはヴァルゼア浸水林という季節性の浸水林があり、生息する特徴的な動物種はジャガー、ピューマ、アメリカバク、オオカワウソ、ホエザル、フンボルトウーリーモンキー、オオアリクイ、コロンビアヒメエメラルドハチドリや58種のコウモリなどがある。

## 文化遺産
文化遺産としては、テプイの絶壁に描かれた岩絵が特徴的である。チリビケテ国立公園内には同じような岩絵が75000個以上あり、アメリカ大陸に人類が到達した約12000年前から描かれていたとされている。緩衝地域であるリンドサ山脈にも岩絵があり、そこは比較的入り易い。
岩絵には狩猟や戦い、踊り、儀式の様子などの信仰と結びついたシンボルや文様、そしてジャガーと見られる崇拝の対象である謎の動物が描かれている。

## 登録基準
この世界遺産は世界遺産登録基準のうち、以下の条件を満たし、登録された（以下の基準は世界遺産センター公表の登録基準からの翻訳、引用である）。
- (3) 現存するまたは消滅した文化的伝統または文明の、唯一のまたは少なくとも稀な証拠。
- (9) 陸上、淡水、沿岸および海洋生態系と動植物群集の進化と発達において進行しつつある重要な生態学的、生物学的プロセスを示す顕著な見本であるもの。
- (10) 生物多様性の本来的保全にとって、もっとも重要かつ意義深い自然生息地を含んでいるもの。これには科学上または保全上の観点から、すぐれて普遍的価値を持つ絶滅の恐れのある種の生息地などが含まれる。

## 警備
周辺はコロンビア軍によるコカのプランテーションの摘発およびゲリラ対策が行われる。